# Spacecake

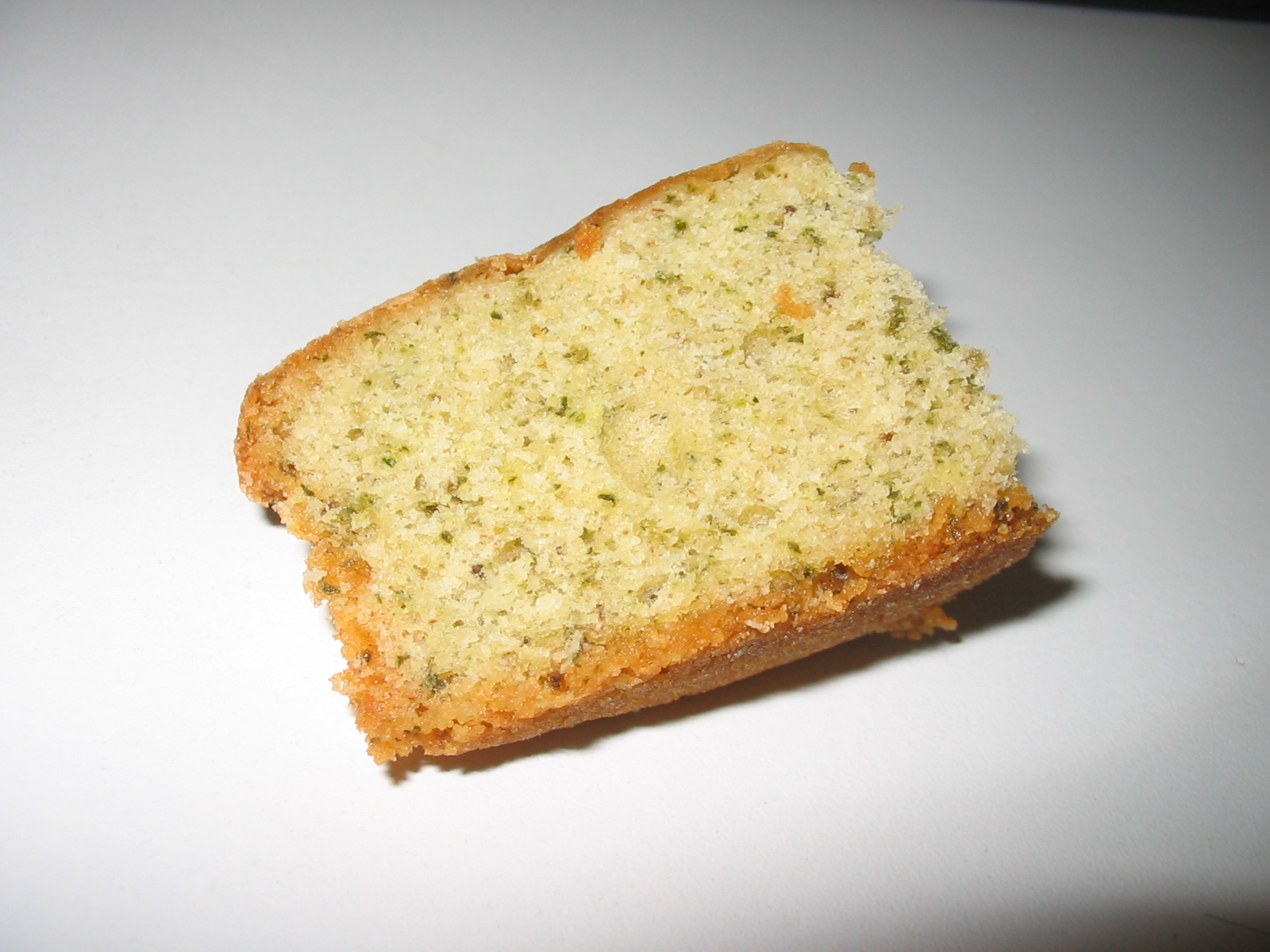
Een stuk spacecake. Aan de groene kleur en korreltjes is te zien dat het hier niet om een doorsnee cake gaat.

Spacecake is de benaming voor een cake-achtig baksel waarin (soft)drugs zijn verwerkt. Meestal betreft het marihuana. Er zijn diverse recepten in omloop, onder andere op basis van wietboter, en ook koekjes of brownies waarin drugs zijn verwerkt vallen onder de betekenis. Het woord komt uit het Engels en is een samenstelling van space en cake. 'Space' slaat hierin op het zogeheten spacen of trippen, veroorzaakt door de drugs in de cake.

## Gebruik en uitwerking
De beoogde werking van spacecake is een heel sterk stoned of high gevoel. Bij een juiste dosering houdt dat gevoel enkele uren aan. Omdat marihuana net als alcohol emotieversterkend werkt, is het sterk af te raden in een depressieve bui spacecake te nuttigen.
Omdat de drogerende bestandsdelen van marihuana, zoals THC, oraal wordt ingenomen, kan het tussen de twintig minuten en 2 uur duren voordat men de effecten begint te voelen. Daarnaast wordt de cake geleidelijk verteerd, waardoor de stonedheid of high rustig begint en langzaam in hevigheid toeneemt. Een veelvoorkomende fout van onervaren gebruikers is het nemen van een tweede dosering spacecake omdat de effecten nog niet hevig genoeg zijn. Hoewel hier in principe niets mis mee is, is de kans groot dat de cake simpelweg nog niet (helemaal) verteerd is en de effecten vanzelf sterker worden. De tweede dosering cake leidt dan tot overconsumptie, en kan ervoor zorgen dat men ziek wordt of in een trip raakt.
Om het gevaar van een overdosis te beperken is het aan te raden om bij een eerste keer spacecake uit de coffeeshop of van een ervaren bakker te eten. Daarnaast is het verstandig om een voorzichtige dosis te nemen en vooral geen tweede dosering te nemen. De ervaring van de eerste keer kan dan gebruikt worden om de dosis van de tweede keer te bepalen. Om dezelfde reden zijn grappen met spacecake (bijvoorbeeld iemand spacecake geven terwijl deze persoon denkt dat het gewone cake is) af te raden. Overigens beïnvloedt wietboter de smaak van de cake, veel mensen vinden spacecake dan ook niet lekker.

## Gezondheidsrisico's
Over de risico's van marihuanagebruik op de lange termijn is veel discussie. De gangbare mening onder wetenschappers is dat de effecten van marihuana op de gezondheid na verloop van tijd verdwijnen als gestopt wordt met gebruik, maar dit geldt niet voor extreem jonge gebruikers (16 of jonger) of gebruikers met bepaalde psychische aandoeningen. Onderzoek heeft de omkeerbaarheid van eventuele schadelijke effecten van marihuana echter nooit volledig kunnen uitsluiten.